# MH 45. Noszlopy Gáspár Vezetésbiztosító Zászlóalj
Az MH 45. Noszlopy Gáspár Vezetésbiztosító Zászlóalj 1991-ben alakult, a 45. Híradó Zászlóalj és a 99. Zselic Rendészeti Komendáns Zászlóalj utódjaként. A zászlóalj kaposvári helyőrsége a Füredi I. (Táncsics Mihály) laktanyában helyezkedett el.
A zászlóalj feladata a 2. Katonai Kerületi parancsnokság munkafeltételeinek, a vezetési pontok telepítésének és őrzés-védelmének, valamint az alárendelt csapatainak vezetéséhez szükséges híradás biztosítása volt.
Alakulatai:
- Hírközpont Század
- Mozgó Hírközpont Század
- Szállító Század
- Őrszázad
- Komendáns Század
- Ellátó Század
- Javító Század
- Műszaki Század
- Területi Hírközpont Század (THK)
- Helyőrségi Zenekar

Valamint: Információvédelmi alosztály, Informatikai központ, Segélyhely, Elhelyezési és pénzügyi szolgálat
Parancsnok: Kaczor József alezredes
Az alakulat 1995-ben szűnt meg. Ami megmaradt belőle, az beolvadt a 64. Boconádi Szabó József Logisztikai Ezredbe, mely még ma is létezik.